# Bastiaan-Quartett
Das Bastiaan-Quartett war ein deutsches Streichquartett aus Berlin (1945–1970). Namensgeber war der Primarius Johannes Bastiaan. 1955 gewann das Ensemble bei einem Wettbewerb in Lüttich den 2. Preis. Es war auf Festivals in Berlin und Helsinki vertreten. Konzertreisen führten das Quartett in die Niederlande, in das Vereinigte Königreich, in die Schweiz, nach Südafrika und nach Japan.

## Mitglieder
- 1. Violine: Johannes Bastiaan (1945–1970)
- 2. Violine: Hermann Bethmann (1945–1948) und Johannes Blau (1948–1970)
- Viola: Walter Müller (1945–1950), Fritz Steiner (1950–1963) und Giusto Cappone (1963–1970)
- Violoncello: Hans Bottermund (1945–1948), Werner Haupt (1948–1955) und Peter Steiner (1955–1970)

## Diskografische Hinweise
- Johann Strauss, Rosen aus dem Süden und Schatz-Walzer, Audite / Deutschlandradio Kultur ?/2012
- Franz Schubert, Der Tod und das Mädchen (Streichquartett) und Quartettsatz c-Moll, Eterna 1960